# 宮澤清六 (小惑星)
宮澤清六（みやざわせいろく、21016 Miyazawaseiroku）は小惑星帯に位置する小惑星。高知県芸西村の芸西観測所で関勉が発見した。
宮沢賢治の実弟で、全集の校訂者として賢治研究に貢献した宮澤清六から命名された。